# 11193 Mérida
11193 Mérida è un asteroide della fascia principale. Scoperto nel 1998, presenta un'orbita caratterizzata da un semiasse maggiore pari a 3,2036907 UA e da un'eccentricità di 0,1466571, inclinata di 2,42168° rispetto all'eclittica.